# Chironectes minimus
Chironectes minimus hay thú túi nước chân màng là một loài động vật có vú trong họ Didelphidae, bộ Didelphimorphia. Loài này được Zimmermann mô tả năm 1780.
Loài này là thành viên duy nhất của chi Chironectes. Chúng sinh sống nửa nước nửa cạn và được tìm thấy ở trong và gần các dòng suối nước ngọt và hồ ở México, Trung và Nam Mỹ Argentina, và là thú có túi sống ở nước nhiều nhất (thú có túi ôpôt lutrine cũng có thói quen sống ở dưới nước). Nó cũng có túi sống duy nhất mà trong đó cả hai giới đều có một túi. Thylacine, thường được gọi là hổ Tasmania, cũng trưng bày đặc điểm này, nhưng hiện nay được tin là đã tuyệt chủng.
Chúng sinh sống trong hang hốc ven sông và nổi lên sau khi hoàng hôn bơi và tìm kiếm cá, động vật giáp xác và thủy sản khác, nó ăn con mồi ở bờ sông.

## Hình ảnh

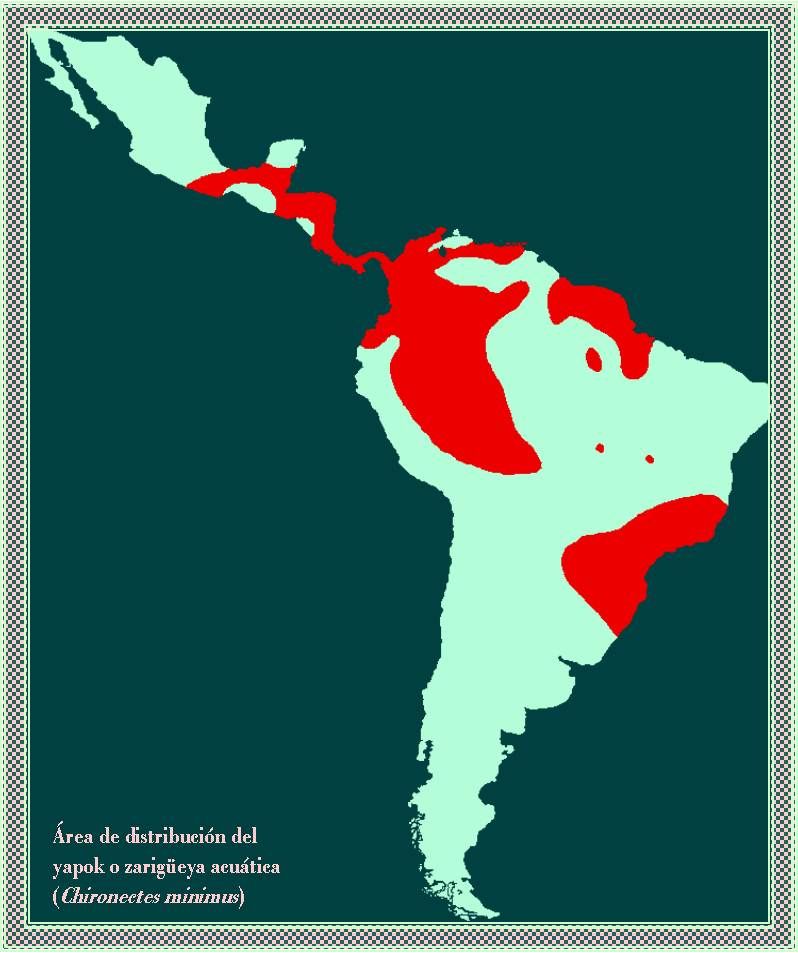
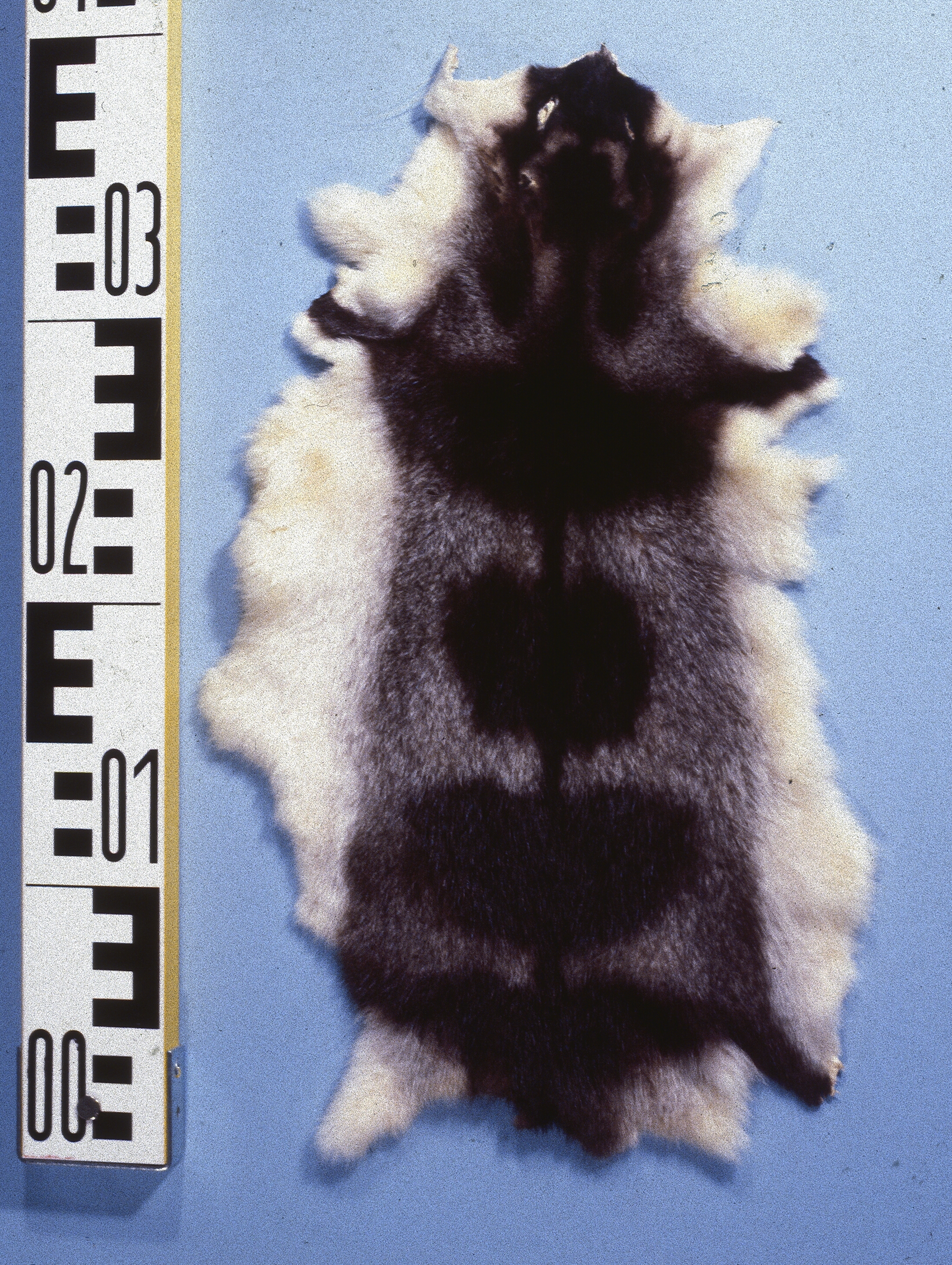
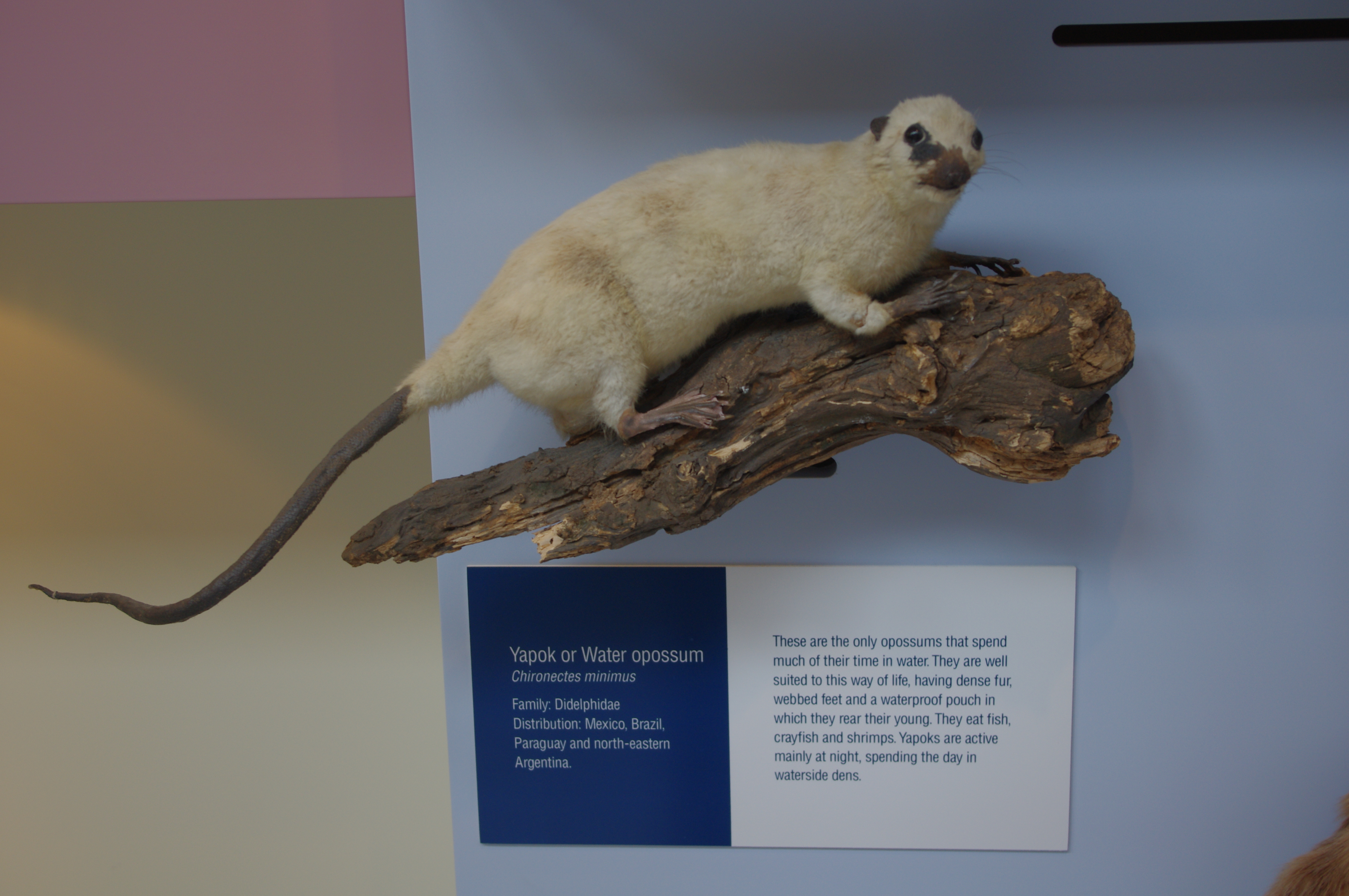
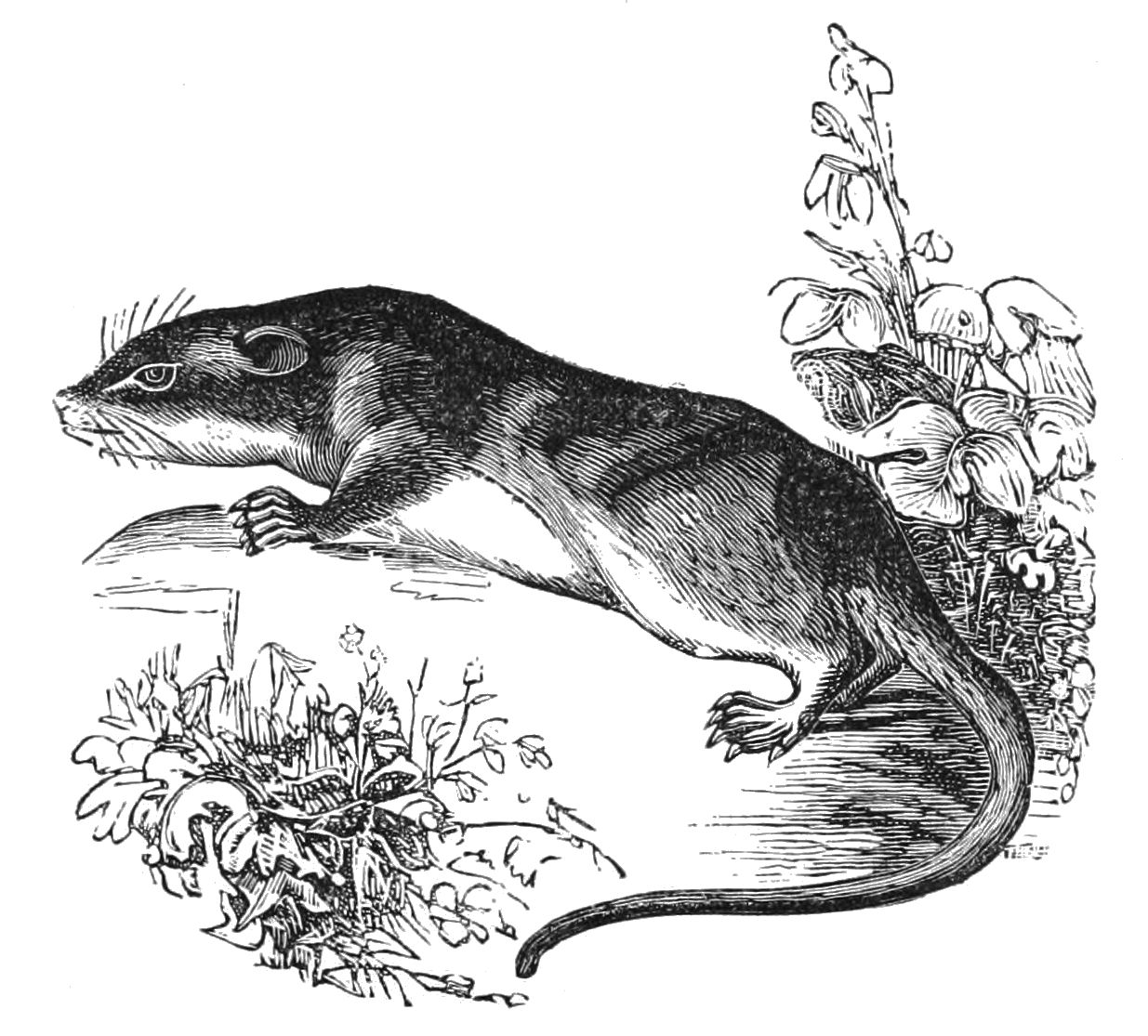

## Phân loài
- Chironectes minimus argyrodytes
- Chironectes minimus langsdorffi
- Chironectes minimus minimus
- Chironectes minimus panamensis